# 有栖川ゆき
有栖川 ゆき（ありすがわ ゆき、11月5日 - ）は、日本の女性声優。三木プロダクションに所属していた。東京都出身。

## 出演作品

### 海外ドラマ
- エイリアス[1]

### CMナレーション
- アリエール[1]

### CM
- NTTコミュニケーションズ[1]（顔出し）

### 着声
- アテネオリンピック応援ボイス[1]